# Barrie Keeffe
Barrie Colin Keeffe, född 31 oktober 1945 i London, död 10 december 2019 i London, var en engelsk dramatiker och manusförfattare.

## Biografi
Som ung arbetade Barrie Keeffe bland annat som fabriksarbetare och dödgrävare. 1964 började han som journalist på dagstidningen Stratford and Newham Express i East End där han stannade i tre år och fortsatte därefter som frilans. Han debuterade som dramatiker 1972 med TV-pjäsen The Substitute, hans första scenpjäs Only a Game sattes upp av Dolphin Theatre Company på Shaw Theatre i London 1973. Hans dramatik har spelats i 26 länder. 1977 var han "writer in residence" (husdramatiker) på Royal Shakespeare Company. Han skrev manuset till filmen The Long Good Friday (Den blodiga långfredagen) 1980 som regisserades av John Mackenzie med Bob Hoskins och Helen Mirren i två av rollerna.

## Dramatik (urval)
| - Only a Game (1973) - A Sight of Glory (1975) - Scribes (1975) - Here Comes the Sun (1976) - Gimme Shelter (1977) - A Mad World My Masters (1977) - Barbarians (1977) - Frozen Assets (1978) - Sus (1979) - Bastard Angel (1980) - She's So Modern (1980) | - Black Lear (1980) - Chorus Girls (musikal, 1981) - Better Times (1985) - King of England (1988) - My Girl (1989) - Not Fade Away (1990) - Wild Justice (1990) - I Only Want to Be With You (1995) - The Long Good Friday (1997) - Shadows on the Sun (2001) - Still Killing Time (2006) |

## Dramatik av Barrie Keeffe spelad i Sverige
Barrie Keeffe spelades ganska flitigt i Sverige under 1980-talet. 1979 visade TV-teatern På lika villkor (Gotcha) i översättning av Ingvar Skogsberg och regi av Susanne Ohlsson. 1980 sände Radioteatern Bliv kvar hos mig (Abide with Me) i översättning av Tomas Kinding och Krister Blom och i regi av  Lars Forsberg, med Ulf Dohlsten och Micha Gabay. När Riksteatern satte upp den 1985 var titeln Bliv hos mig. Den var då översatt av Olav Andersen och Magnus Bergquist, den senare regisserade även. 1982 gav Radioteatern Tillfälligt omhändertagen (Sus) i översättning av Torkel Rasmusson och regi av Lars Göran Carlson. När Angereds Teater gav den i samma översättning 1985 kallades den Misstänkt. Peter Wahlqvist regisserade. 1983 gav P3-teatern (Sveriges Radio P3) Bastard Angel, som haft urpremiär på Royal Shakespeare Company 1980. Torkel Rasmusson översatte och Jan Sigurd regisserade, bland andra Tor Isedal och Monica Törnell medverkade. Frozen Assets hade urpremiär på Royal Shakespeare Company 1978. 1986 sattes den upp på Angereds Teater under titeln Frusna tillgångar. Pjäsen översattes av Per Holm och regisserades av Niklas Falk, med bland andra Per Morberg. 1987 spelade P3-teatern Dötid i översättning av Klas Östergren och Håkan Bjerking och i regi av den senare, med bland andra Johan Ulveson.